# Michael Culme-Seymour (1867–1925)
Sir Michael Culme-Seymour, 4. baronet (Sir Michael Culme-Seymour, 4th Baronet Culme-Seymour of Highmount and Firley Park) (29. srpna 1867 – 2. dubna 1925) byl britský admirál. V královském námořnictvu sloužil od mládí, bojoval v první světové válce, později završil svou kariéru ve funkci druhého námořního lorda (1924–1925).

## Životopis
Pocházel ze staré šlechtické rodiny Seymourů, která v této linii užívala od roku 1842 příjmení Culme-Seymour. Narodil se jako nejstarší syn admirála Sira Michaela Culme-Seymoura (1836–1920). Od mládí sloužil u královského námořnictva a v roce 1889 byl již poručíkem. Později sloužil na královské jachtě Victoria and Albert, v roce 1900 byl povýšen na komandéra a poté sloužil v Lamanšském průlivu. V roce 1905 byl jmenován kapitánem a obdržel samostatné velení křižníku HMS Argyll. Za první světové války byl s křižníkem HMS Centurion začleněn do loďstva Grand Fleet a zúčastnil se bitvy u Jutska. V roce 1916 dosáhl hodnosti kontradmirála a v letech 1916–1918 působil jako ředitel mobilizačního oddělení na admiralitě. Po první světové válce krátce operoval v Černém moři, v roce 1920 byl povýšen na viceadmirála, téhož roku byl jako rytíř Řádu lázně povýšen do šlechtického stavu a po otci zdědil titul baroneta. V letech 1920–1923 byl zástupcem vrchního velitele ve Středozemním moři, poté byl převelen jako vrchní velitel do severní Ameriky (North America and West Indies Station, 1922-1924). Poté se vrátil do Londýna a v letech 1924–1925 zastával funkci druhého námořního lorda a náčelníka námořního štábu. Za zásluhy během první světové války obdržel několik vyznamenání od zahraničních mocností, byl nositelem japonského Řádu vycházejícího slunce, řeckého Řádu Spasitele, ruského Řádu sv. Stanislava a Řádu sv. Vladimíra, ve Francii získal Řád čestné legie.[zdroj?]
V roce 1896 se oženil s Florence Nugentovou (1870–1956), s níž měl dvě děti. Dědicem titulu baroneta byl syn Sir Michael Culme-Seymour, 5. baronet (1909–1999), který se jako důstojník Royal Navy zúčastnil druhé světové války.[zdroj?]
Jeho mladší bratr George Culme-Seymour (1878–1915) sloužil v armádě a v hodnosti kapitána padl za první světové války v bitvě u Ypres.[zdroj?]